# Tomás José Ruiz Montes
Tomás José Ruiz Montes (Granada, 9 de enero de 1666-11 de diciembre de 1741) fue un religioso andaluz que llegó a ser obispo de Oviedo y Cartagena.

## Biografía
Nace en Granada el 9 de enero de 1666.
El 9 de abril de 1689, a la edad de veintitrés años es ordenado sacerdote.
El 5 de febrero de 1716 es promovido para el cargo de obispo de tomando posesión del cargo el 9 de febrero de 1716.
El 15 de marzo de 1723 fue nombrado obispo de Oviedo puesto que abandona en 1724 tras ser nombrado el 11 de septiembre de 1724 obispo de Cartagena.
Fallece el 11 de diciembre de 1741
| Predecesor: Antonio Maldonado Minoja          | Obispo de Oviedo 1723–1724    | Sucesor: José Hendaya Haro |
| Predecesor: Luis Antonio de Belluga y Moncada | Obispo de Cartagena 1724–1741 | Sucesor: Juan Mateo López  |

- Datos: Q2837193